# Sanç Garcés de Pamplona
Sanç Garcés (Pamplona, segle ix) va ser un noble navarrès, fill del rei Garcia Ènnec.
Va ser fill del rei Garcia Ènnec (852-882) de Pamplona. Va casar-se amb una dona el nom de la qual és desconegut. D'acord amb el nom del seu fill, Asnar Sanxes de Larraun, es considera que l'esposa degué ser una filla del comte d'Aragó, Galí I Asnar, el qual l'anomena «gendre» en una donació datada el 867. Altres han afirmat que podria tractar-se de Leodegúndia, filla d'Ordoni I d'Astúries, però és més probable que aquesta fos la segona muller de Garcia Ènnec, que respondria a l'aliança existent entre Pamplona i Astúries vers el 860.
Els seus descendents, els senyors de Larraun, per la seva ascendència, van continuar vinculats a la monarquia pamplonesa. De fet, Asnar Sanxes es va casar amb la seva cosina Ònnega, filla de Fortuny I. Entre els seus nets destaca Toda, que va casar-se amb Sanç Garcés I, i una altra es va casar amb Ximeno Garcés, germà de l'anterior i tutor de Garcia Sanxes I.